# 慶尚国立大学校
慶尚国立大学校（キョンサンこくりつだいがっこう、朝鮮語: 국립경상대학교、英語: Gyeongsang National University）は、大韓民国の国立大学。慶尚南道晋州市に本部を置く。略称は慶尚大、GNU。

## 歴史
1948年に晋州市七岩洞150番地に設立された慶尚南道立の初級晋州農科大学が始まり。1953年、正規4年制大学に昇格、慶尚南道立晋州農科大学となる。1955年、七岩洞92番地にキャンパスを移転し、附属農場と牧場が開場する。
1968年、公立大学から国立大学となり、1972年に慶尚大学に改称。1980年に総合大学に昇格し、慶尚大学校となる。
2021年3月1日、慶南科学技術大学校を吸収統合し、現校名へ改称。

## 組織

### 学部
- 人文大学
  - 国語国文学科
  - 独語独文学科
  - ロシア学科
  - 仏語仏文学科
  - 史学科
  - 英語英文学科
  - 中国語中国文学科
  - 哲学科
  - 漢文学科
  - 民俗舞踊学科
- 社会科学大学
  - 政治行政学部
  - 社会福祉学科
  - 心理学科
  - 経済学科
  - 社会学科
- 自然科学大学
  - 微生物学専攻
  - 生物学専攻
  - 生化学専攻
  - コンピュータ科学専攻
  - 情報科学専攻
  - 物理学科
  - 数学科
  - 食品栄養学科
  - 衣類学科
  - 情報統計学科
  - 地球環境学科
  - 化学科
  - 獣医学科
- 経営大学
  - 経営情報学科
  - 経営学科
  - 国際通商学科
  - 会計学科
- 工科大学
  - 機械工学専攻
  - 機械設計工学専攻
  - 航空宇宙工学専攻
  - 金属材料工学専攻
  - セラミック工学専攻
  - 高分子工学専攻
  - 産業工学専攻
  - 産業情報工学専攻
  - 電気工学科
  - 電子工学科
  - 半導体工学科
  - 制御計測工学科
  - 建築工学科
  - 建築学科
  - 都市工学科
  - 生命科学工学科
  - 土木工学科
- 農業生命科学大学
  - 農学専攻
  - 動物生命科学専攻
  - 食品工学専攻
  - 園芸学専攻
  - 応用生物環境学専攻
  - 畜産学専攻
  - 環境生命科学専攻
  - 山林環境自然学専攻
  - 環境林産学専攻
  - 農業経済工学科
  - 生物産業機械工学科
  - 地域環境基盤工学科
- 法科大学
  - 法学科
- 師範大学
  - 教育学科
  - 倫理教育科
  - 国語教育科
  - 一般社会教育科
  - 歴史教育科
  - 地理教育科
  - 英語教育科
  - 日本語教育科
  - 物理教育科
  - 化学教育科
  - 生物教育科
  - 幼児教育科
  - 数学教育科
  - 美術教育科
  - 音楽教育科
  - 体育教育科
- 獣医科大学
  - 獣医学科
- 医科大学
  - 医学科
- 看護大学
  - 看護学科
- 薬学大学
- 海洋科学大学
  - 海洋土木工学科
  - 海洋環境工学科
  - 水産経営学科
  - 海洋生命科学科
  - 海洋食品工学科
  - 海洋警察システム学科
  - 機械システム工学科
  - エネルギー機械工学科
  - 情報通信工学科
  - 造船海洋工学科

### 大学院
- 一般大学院
  - 人文社会系列
    - 経営情報学科
    - 経営学科
    - 経営学科
    - 教育学科
    - 国語教育科（博士課程のみ）
    - 国語国文学科
    - 国際関係学科
    - 農業経済学科
    - ドイツ学科（修士課程のみ）
    - ロシア学科（修士課程のみ）
    - 国際通商学科
    - 民俗舞踊学科
    - 法学科
    - 仏語仏文学科
    - 史学科
    - 社会教育科（博士課程のみ）
    - 社会福祉学科
    - 社会学科
    - 水産経営学科
    - 心理学科
    - 英語教育科（博士課程のみ）
    - 英語英文学科
    - 国民倫理学科
    - 中国語中国文学科
    - 日本学科
    - 哲学科
    - 漢文学科
    - 行政学科
    - 会計学科

  - 自然科学系列
    - 応用生命科学専攻
    - 酪農学専攻
    - 農学専攻
    - 生化学専攻
    - 食品科学専攻
    - 園芸学専攻
    - 応用昆虫学専攻
    - 応用微生物学専攻
    - 応用生物学専攻
    - 畜産学専攻
    - 環境生命化学専攻
    - 環境生命科学専攻
    - 科学教育学科
    - 農工学科
    - 物理学科
    - 微生物学科
    - 山林自然学科
    - 生物産業機械工学科
    - 生物学科
    - 数学科
    - 数学教育学科（博士課程のみ）
    - 食品科学科（修士課程のみ）
    - 食品栄養学科
    - 応用生物環境学科
    - 衣類学科
    - 林産工学科
    - 情報統計学科
    - 地球環境学科
    - コンピュータ科学科
    - 海洋生命科学科
    - 海洋生産工学科
    - 化学科
    - 情報科学科
    - 看護学科
    - 家政教育学科（博士課程のみ）

  - 工学系列
    - 建築工学科
    - 機械工学専攻
    - 機械設計学専攻
    - 航空宇宙工学専攻
    - 機械システム学科
    - 高分子工学専攻
    - 金属材料学専攻
    - セラミック工学専攻
    - 都市工学科
    - 産業システム工学科
    - 電気工学科
    - 電子工学科
    - 精密機械工学科
    - 情報素子工学科
    - 情報通信工学科
    - 制御計測工学科
    - 土木工学科
    - 海洋土木工学科
    - 海洋環境工学科
    - 化学工学科
    - 海洋食品生命工学科

  - 芸体能系列
    - 美術学科（修士課程のみ）
    - 音楽学科（修士課程のみ）
    - 体育学科

  - 医学系列
    - 獣医学科
    - 医学科
- 教育大学院（中等教育 教員養成/再教育課程）
- 医学専門大学院
  - 医学科
- 薬学大学院
- 経営大学院
  - 経営学科
- 行政大学院
  - 行政学科
  - 地方自治学科
  - 労使関係学科
  - 安保行政学科
  - 司法行政学科
  - 産業心理学科
- 教育大学院
  - 教育学科
- 産業大学院
  - 建築工学専攻
  - 都市工学専攻
  - 土木工学専攻
  - 機械・航空工学専攻
  - 産業システム工学専攻
  - 応用化学工学専攻
  - 環境工学専攻
  - ナノ新素材工学専攻
  - 農業機械工学専攻
  - 林産工学専攻
  - 電気工学専攻
  - 電子工学専攻
  - 情報素子工学専攻
  - 制御計測工学専攻
  - 電子材料工学専攻
  - マルチメディア学専攻
  - ソフトウェア学専攻
  - 情報処理学専攻
  - 情報通信学専攻
  - 環境農学専攻
  - 園芸学専攻
  - 応用生物環境学専攻
  - 山林資源環境学専攻
  - 酪農学専攻
  - 親環境畜産学専攻
  - 環境生命化学専攻
  - 地域開発工学専攻
  - 食品工学専攻
  - 海洋環境工学専攻
  - 資源環境経済学専攻
- 航空宇宙特性化大学院
  - 航空宇宙工学科

## 日本の学術交流協定校
- 北海道大学
- 北見工業大学
- 酪農学園大学
- 岩手県立大学
- 明治大学
- 東京海洋大学

- 東京大学
- 駒澤大学
- 北陸先端科学技術大学院大学
- 名古屋大学
- 豊橋技術科学大学
- 大阪大学

- 関西大学
- 大阪経済法科大学
- 島根大学
- 山口大学
- 九州大学